# Émile Bescherelle
Émile Bescherelle (Parigi, 3 gennaio 1828 – 26 febbraio 1903) è stato un botanico francese.
Nel 1882 con il fisico Paul Auguste Hariot (1854-1917), prese parte a una spedizione scientifica a Capo Horn.
Il genere Bescherellia è nominato in suo onore da Jean Étienne Duby (1798-1885).

## Opere principali
- Prodromus bryologiae mexicanae: ou, énumeration des mousses du Mexique, avec description des espéces nouvelles, 1872.
- Florule bryologique de la Nouvelle-Calédonie, 1873.
- Florule bryologique des Antilles françaises, 1876.
- Florule bryologique des Antilles françaises ou énumération et description des mousses nouvelles recueillies à la Guadeloupe et à la Martinique, 1876
- Note sur les mousses du Paraguay: récoltées par M. Balansa de 1874 é 1877.
- Florule bryologique de la Réunion : de Maurice et des autres iles Austro-Africaines de l'océan Indien, 1880-81.
- Catalogue des mousses observées en Algerie, 1882.
- Mission scientifique du cap Horn, 1882–1883.
- Hépatiques nouvelles des colonies françaises, 1888[2]

Inoltre, era un collaboratore, assieme a Narcisse Théophile Patouillard, del Catalogue raisonné des plantes cellulaires de la Tunisie.